# GPU-Z
TechPowerUp GPU-Z (o solo GPU-Z) es una utilidad ligera diseñada para proporcionar información sobre tarjetas de vídeo y GPUs. El programa muestra las especificaciones de la unidad de procesamiento gráfico (a menudo acortado en inglés como GPU)  y su memoria; También muestra la temperatura, frecuencia del procesador gráfico, frecuencia de la memoria, carga de la GPU y la velocidad del ventilador.

## Características
Este programa permite ver la siguiente información de la tarjeta de video:
- El nombre de tarjeta de video
- Nombre en clave interno de la GPU
- Tecnología del proceso de litografía
- Tamaño del chip
- Número de Transistores
- Soporte para DirectX/Píxel Shader
- Tipo de memoria
- Cantidad de memoria de video
- Ancho de banda de memoria
- Tipo de bus
- Ancho del bus
- Frecuencia del GPU (predeterminada / acelerada)
- Reloj de memoria
- Versión de controlador
- Versión de la BIOS
- Sensores[4]
- Frecuencia de reloj del procesador gráfico GPU[4]
- Frecuencia de reloj de la memoria
- Carga de la GPU
- Velocidad de ventilador
- SLI/Crossfire